# 蘇翊鳴
蘇 翊鳴（そ よくめい、スウ・イーミン、 2004年2月18日 - ）は、中国出身の男性スノーボーダー、オリンピックチャンピオン、元子役。

## 経歴
2022年北京オリンピックのスノーボード競技に出場しており、男子スロープスタイルの種目で5回転1800の技を達成した唯一の選手として銀メダルを獲得し、中国人アスリートとしては劉佳宇に次いでオリンピックのスノーボード競技でメダルを獲得した。
また、ビッグエアで182.50点を獲得し、金メダルを得た。これにより、蘇はこの種目で金メダルを獲得した最初の中国人になった。

## 出演

### 映画
- タイガー・マウンテン 雪原の死闘 (2014年) - 姜栓子

### テレビ番組
- 林海雪原 (2017年)